# Kądzielno
Kądzielno – osada w północno-zachodniej Polsce położona w województwie zachodniopomorskim, w powiecie kołobrzeskim, w gminie Kołobrzeg przy drodze krajowej nr 11.

## Zabytki
- dwór, obecnie dom mieszkalny, 1907, nr rej.: A-593 z 5.05.2010.